# Steve Braun
Steve Braun (ur. 14 sierpnia 1976 w Winnipeg w prowincji Manitoba) − kanadyjski aktor telewizyjny i filmowy.

## Kariera
Znany z roli Tommy’ego Ballengera, głównego bohatera komediodramatu o tematyce LGBT The Trip (2002), a także jako Jonesy, ekstrawertyczny, płytki flirciarz, drugoplanowa postać z horroru Droga bez powrotu 2 (2007). W komedii O dwóch takich, co poszli w miasto (2004) odegrał czarny charakter.
Od 7 października 2000 do 2 czerwca 2001 w serialu sensacyjno-przygodowym Nieśmiertelny (The Immortal) wystąpił jako Goodwin, giermek wojownika (Lorenzo Lamas) zwalczającego demony we współczesnym świecie. W sitcomie The WB Bliźniaczki (Twins) grał Jordana, nieodwzajemnioną miłość Mitchee Arnolda (Sara Gilbert). Seria trwała od 16 września 2005 do 3 marca 2006.

## Filmografia

### Filmy
- 1998: Hand jako Dean
- 2000: No Man’s Land (film krótkometrażowy) jako Jeffrey
- 2000: Scalpers jako Joey
- 2001: Umrzeć dla tańca (Dying to Dance, TV) jako Scott
- 2002: The Trip jako Tommy Ballenger
- 2002: Tornado stulecia (Tornado Warning, TV) jako Mark Scott
- 2002: Everybody’s Doing It (TV) jako Zack
- 2003: Sekta 3 (The Skulls 3) jako Brian Kelly
- 2004: Family Sins (TV) jako Richie Geck
- 2004: Blade: Mroczna trójca (Blade: Trinity) jako agent FBI Wilson Hale
- 2004: O dwóch takich, co poszli w miasto (Harold and Kumar Go to White Castle) jako Cole
- 2005: Pterodaktyl (Pterodactyl) jako Willis Bradbury
- 2007: The Red Front jako Karl
- 2007: Droga bez powrotu 2 (Wrong Turn 2: Dead End) jako Jonesy
- 2007: The Reckoning jako Bobbie
- 2009: Świąteczna załoga (Super Capers) jako agent Guard
- 2009: Queerantine! jako oficer Black

### Seriale TV
- 2000-2001: Nieśmiertelny (The Immortal) jako Goodwin
- 2005: CSI: Kryminalne zagadki Nowego Jorku (CSI: NY) jako Smith
- 2005: Bliźniaczki (Twins) jako Jordan
- 2006: Kochane kłopoty (Gilmore Girls) jako Trip
- 2007: Agenci NCIS (Navy NCIS: Naval Criminal Investigative Service) jako Landon Grey
- 2007: Kości (Bones) jako Ashton Keller
- 2008: Mentalista (The Mentalist) jako Sam Blakely
- 2008: CSI: Kryminalne zagadki Miami (CSI: Miami) jako Brad Gower

### Gry wideo
- 2010: Command & Conquer 4: Tyberyjski zmierzch jako brat Mendel (głos)
- 2011: Killzone 3 jako żołnierze ISA (głos)
- 2013: Aliens: Colonial Marines jako żołnierze United States Marine Corps (głos)
- 2015: Battlefield Hardline - głos